# École supérieure de technologie d'Essaouira

L’École Supérieure de Technologie d'Essaouira (ESTE), créée en 2005, est une école marocaine d'enseignement supérieur public. Elle fait partie du réseau des écoles supérieures de technologie et relève de l'Université Cadi Ayyad.
Depuis le 13 février 2020, le professeur Khalid El Kalay est désormais le nouveau directeur de l’université , après l'arrivée à terme du mandat du professeur Belaid Bougadir.

## Formations
L'École Supérieure de Technologie d'Essaouira (ESTE) dispense en deux ans une formation universitaire et technologique. Cette formation est sanctionnée par le Diplôme universitaire de technologie (DUT).
- Génie informatique
- Techniques de management
- Énergies renouvelables
- Gestion des Organisations des Destinations Touristiques

En plus ces formations précitées, l'École Supérieure de Technologie d'Essaouira propose aux titulaires d'un Bac +2 en formation initiale de poursuivre leurs études en licence professionnelle aux spécialités ci-dessous :
- Management Bancaire et Financier
- Management du Tourisme
- Énergies Renouvelables et Développement Durable
- Ingénierie des Systèmes Informatiques Et Logiciels
- Modélisation et Gestion de l'Environnement

Ces licences permettent à leurs débouchés de poursuivre leurs études dans des formations de master, intégrer des cycles des grandes écoles ou bien intégrer le monde professionnel en tant que cadre moyen.